# Pleurothallis tanyrhina
Pleurothallis tanyrhina är en orkidéart som beskrevs av Carlyle August Luer och Rodrigo Escobar. Pleurothallis tanyrhina ingår i släktet Pleurothallis och familjen orkidéer. Inga underarter finns listade i Catalogue of Life.